# SN 2008iu
SN 2008iu – supernowa typu Ic odkryta 30 października 2008 roku w galaktyce A043655-0021. W momencie odkrycia miała maksymalną jasność 18,10m.